# Waziristan Septentrional
Waziristan Septentrional (Waziristan del Nord, urdú: شمالی وزیرستان) és una agència (equivalent a districte tribal) al Pakistan a les Àrees Tribals d'Administració Federal, amb una superfície de 4,707 km² i una població de 361.246 habitants, amb capital a Miranshah.
El país fou annexionat pels britànics el 1893 després de l'acord amb l'emir de l'Afganistan (al que va seguir la delimitació de 1894-1895), i fins aleshores fou un territori tribal independent nominalment afganès; els britànics van necessitar gran nombre d'expedicions entre 1860 i 1945. L'agència fou constituïda després del 1893 amb una superfície de 5.982 km² estan formada per quatre valls: el Baix Kurram al nord, el Kaitu, el Daur i el Khaisora al sud. Entre el Kaitu i Tochi hi ha la comarca de Sheratulla i al nord de Miram Shah, la de Dande. La muntanya més alta és el Shuidar (uns 3.400 metres) a l'oest a la vall de Khaisora. La població és de gran majoria waziri i parla la llengua waziri; la resta són paixtus i daurs (a la vall de Daur). Els waziris pertanyen al grup darwesh khel dividits en utmanzais i ahmadzais i subdividides en clans; els daurs van demanar el protectorat britànic el 1894 degut als atacs dels waziris i el seu territori va passar sota control directe mentre la resta va quedar sota control polític.
El 1897 els britànics van enviar tropes des de Datta Khel per reforçar el cobrament d'una multa imposada al poble Maizar, però els habitants van atacar per sorpresa als britànics i van matar 5 oficials britànics i alguns soldats; llavors es van enviar més tropes per castigar l'acció que van devastar el territori i finalment els darwesh khel es van sotmetre i en algunes revoltes que van seguir les van sostenir a distància però no van aturar les seves expedicions de saqueig. Per uns anys el territori entre Thai i el Tochi al Baix Khurram, va romandre un terreny on l'autoritat britànica no arribava i es refugiaven tots els fora de la llei; finalment el 1902 unes columnes britàniques van entrar a la zona des de Tochi, Bannu i Tai; els tribals van oferir poca resistència excepte a Gumatti; totes les torres foren enderrocades i no es va permetre la seva reconstrucció; uns 250 fora de la llei es van rendir i el territori va quedar obert al pas de tropes britàniques.